# Nancy Phillips
Nancy Phillips (geb. Cowperthwaite; * 18. Juni 1921) ist eine ehemalige US-amerikanische Hürdenläuferin, Hoch- und Weitspringerin.
Bei den Panamerikanischen Spielen 1951 in Buenos Aires gewann sie Bronze über 80 m Hürden, wurde Sechste im Weitsprung und Achte im Hochsprung.
Fünfmal wurde sie US-Meisterin über 80 m Hürden (1943, 1946, 1947, 1951, 1953) und einmal im Weitsprung (1955). In der Halle holte sie sechsmal den nationalen Titel über 50 Yards bzw. 80 m Hürden (1945, 1950–1953, 1955), viermal im Standweitsprung (1948–1950, 1956) und zweimal im Hochsprung (1949, 1951).
1948 verzichtete sie auf einen Start bei den Olympischen Spielen in London, da sie kurz zuvor geheiratet hatte.

## Persönliche Bestleistungen
- 80 m Hürden: 12,2 s, 4. August 1946, Buffalo
- Weitsprung: 5,80 s, 18. Oktober 1953, New York City